# Marlene Henríquez
Marlene María Henríquez Lux (Barranquilla, 1946-Bogotá, 3 de agosto de 2025) fue una empresaria y modelo colombiana. Fue la impulsadora del modelaje en el país.[cita requerida]

## Biografía
Nació en Barranquilla, en una numerosa familia de artistas, hermana de la actriz Judy Henríquez y Jacqueline Henríquez.
Se inició en el modelaje con los impulsos de su familia y con el de los presentadores Gloria Valencia de Castaño y Álvaro Castaño Castillo, donde saltó a la fama. En 1971 participó en una sección llamada Maniquí perfecto en Roma, dirigida por el diseñador Emilio Pucci, donde fue discípula participando en eventos, portadas de revistas y desfiles internacionales.
En 1978 posó desnuda para la revista Cromos donde marcó un hito en el modelaje desnudo colombiano, donde participó en portadas, desfiles nacional y instruyó a modelos en el Concurso Nacional de Belleza. Se retiró definitivamente en modelaje a ser fundadora y dirigir escuelas de modelaje y coreografías nacionales.

## Fallecimiento
El 3 de agosto de 2025 falleció en el Hospital San José Infantil tras presentarse por complicaciones con la diabetes por la que fue hospitalizada semanas atrás. En sus últimos años se había caído y había quedado inválida y con molestias en la columna vertebral.